# Amsweersterpolder
De Amsweersterpolder is een voormalig waterschap in de Nederlandse provincie Groningen.
Bij de aanleg van het Eemskanaal werd de oorspronkelijke Flikkezijlsterpolder in tweeën geknipt. Het deel aan de zuidkant van het kanaal kreeg daarop de naam de Amsweersterpolder, naar de wierde Amsweer en de Amsweerder zijleed. Hieraan werd ook het noordwestelijke deel van Meedhuizen gevoegd, met inbegrip van 10 ha ten zuiden van het kanaal, die via een duiker met de noordkant werden verbonden. Het gebied waterde eerder via de Oude Leesk door zijltje Flikkebuil (1828) of Flikzijltje (ca. 1840-1850) uit op het Damsterdiep.
Het waterschap lag ten zuiden van Delfzijl. De noordgrens van het schap lag bij het Eemskanaal, de oostgrens op zo'n 300 m westelijk van de Meedhuizerweg, de zuidgrens lag zo'n 700 m noordelijk van de Afwateringskanaal van Duurswold op de noordelijke oever van het voormalige Meedhuizermeer en de westgrens naast het Holemaar, de grens van de gemeenten Appingedam en Delfzijl.
De belangrijkste watergang was de Amsweerster Molentogt oftewel Oude Leesk. De molen van het waterschap stond aan de zuidkant van de polder en sloeg uit op de ringsloot van Nieuw Oosterbroek, de Amsweerster Uitwatering genoemd, die uitkwam op het Afwateringskanaal. De grondzeiler uit 1871 is omstreeks 1914 verdwenen. In 1924 stond hier een Brons ruwoliemotor van 40 pk.
Waterstaatkundig gezien ligt het gebied sinds 2000 binnen dat van het waterschap Hunze en Aa's.